# Riesentang
Der Riesentang (Macrocystis pyrifera) ist die einzige Art der Braunalgen-Gattung Macrocystis in der Ordnung der Laminariales. Mit bis zu 45 Metern Länge ist er die größte aller Braunalgen und auch das größte festsitzende (benthische) Meeres-Lebewesen. Der Riesentang ist an der Pazifikküste Nordamerikas sowie an Meeresküsten der Südhalbkugel weit verbreitet. Dort bildet er produktive Tangwälder. Der Riesentang besitzt wirtschaftliche Bedeutung für die Gewinnung von Alginaten.

## Beschreibung

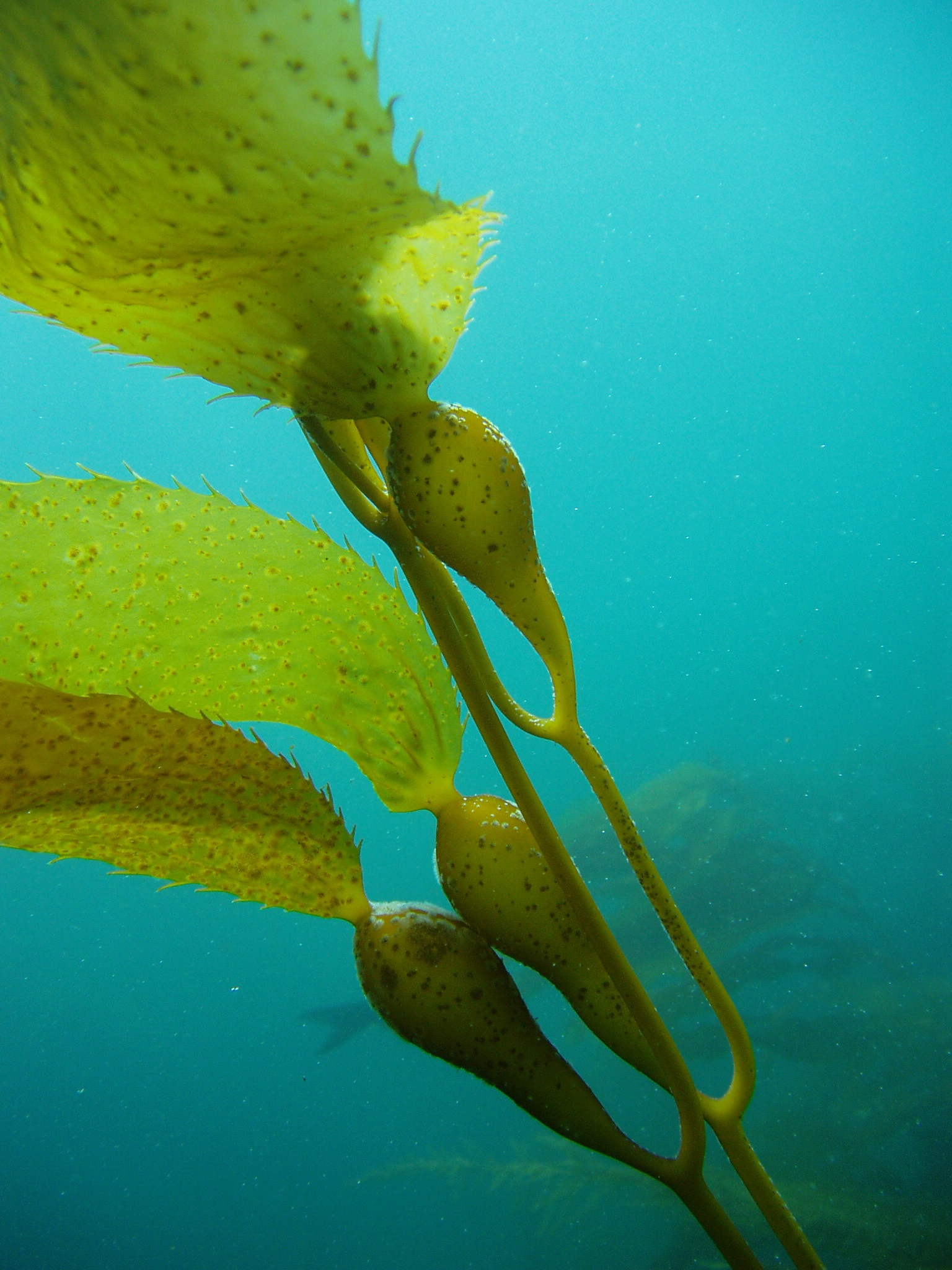
Schwimmblasen an den Stielen der Phylloide

Der Sporophyt des Riesentangs ist ein großer, hell- bis dunkelbrauner Seetang, der bis 45 Meter lang werden kann. Sein Thallus ist in Haftorgan (Rhizoid), Stiel und blattartige Phylloide gegliedert. Das ausgreifend verzweigte, wurzelähnliche Rhizoid verankert ihn am felsigen Untergrund. Der aufrechte, sehr lange Stiel ist nahe der Basis zwei- bis viermal gabelig verzweigt und trägt einseitig in regelmäßigen Abständen die Phylloide. Diese weisen am „Blattstiel“ eine gasgefüllte Blase (Pneumatocyste) auf, wodurch der Tang im Wasser aufrecht gehalten wird. Die mehr oder weniger birnenförmigen Schwimmblasen waren für den Artnamen pyrifera (= birnentragend) namensgebend. Die Phylloide sind ungeteilt, bis 80 cm lang, breit lanzettlich bis schmal zungenförmig, mit gekräuselter, runzeliger oder blasiger Oberfläche und gezähntem Rand. Neue Blattorgane werden an der Spitze des Thallus durch Längsspaltung gebildet. Der Tang kann täglich 27 bis 30 Zentimeter wachsen.
An kürzeren Stielen an der Basis entstehen blattartige Sporophylle, die in Gruppen (Sori) angeordnete Sporangien tragen. Jedes Sporangium entlässt 32 haploide zweigeißelige Sporen ins Wasser, die mit der Strömung verdriftet werden. Auf geeignetem Untergrund setzen sie sich fest und keimen zu mikroskopisch kleinen, männlichen oder weiblichen Gametophyten aus. Diese bilden Eizellen beziehungsweise Spermien. Mithilfe des Pheromons Lamoxirene finden die Spermien zu den Eizellen. Aus der befruchteten Eizelle wächst wieder ein großer Tang (Sporophyt) heran.

## Vorkommen und Ökologie
Der Riesentang kommt in kalt- bis warmtemperierten Meeren vor. Das Verbreitungsgebiet umfasst die Pazifikküste Nordamerikas von Alaska bis Kalifornien, Südamerika, atlantische Inseln (Gough Island, Tristan da Cunha, Kanaren), Südafrika, den Indischen Ozean, Australien und Neuseeland, die Antarktis und subantarktische Inseln.
Er wächst in Küstennähe unterhalb der Niedrigwasserlinie, meist in 6–20 Meter Wassertiefe, in sehr klarem Wasser selten bis 80 Meter Wassertiefe. Auch in der Gezeitenzone kann der Riesentang vorkommen, hier zeigen die Populationen meist nur vegetative Vermehrung.
Der Riesentang ist ein wesentliches Element vieler Tangwälder, welche äußerst produktive Lebensräume für zahlreiche Meeres-Lebewesen darstellen. In den Riesentang-Wäldern vor der Küste Kaliforniens sind die Sporophyten langlebig und bilden unter der Wasseroberfläche ausgedehnte, den Untergrund beschattende „Kronendächer“ aus. Sie pflanzen sich hier auch reichlich fort. Weltweit stellen die meisten Riesentang-Populationen aber eher sich verändernde, schmalere Tangwald-Säume dar, deren Nachwuchs oft aus größerer Entfernung stammt.
In höheren Breiten verläuft das Wachstum der Sporophyten in jahreszeitlichem Rhythmus und ist von der Sonneneinstrahlung abhängig. In niedrigen Breiten wird es dagegen vor allem von der Verfügbarkeit an Nährstoffen bestimmt.

## Systematik
Die Erstbeschreibung erfolgte 1771 durch Carl von Linné unter dem Namen Fucus pyrifer. Carl Adolph Agardh stellte die Art 1820 in die Gattung Macrocystis. Der Riesentang wurde früher der Familie Lessoniaceae zugeordnet, gehört nach molekulargenetischen Untersuchungen aber zur Familie Laminariaceae.
Die Taxonomie der Gattung Macrocystis war lange umstritten. Es wurden über 17 Arten beschrieben, die sich im Aussehen von Blatt- und Haftorganen unterscheiden sollten. Vier Arten davon waren lange anerkannt. Nach morphologischen und molekulargenetischen Untersuchungen stellte sich im Jahr 2010 heraus, dass es sich bei den weltweiten Vorkommen um eine einzige Art handelt, die Gattung Macrocystis also monotypisch ist.
Synonyme sind Fucus giganteus Gaudichaud, Fucus pyrifer L., Laminaria pyrifera (L.) J. V. Lamouroux, Macrocystis angustifolia Bory de Saint-Vincent, Macrocystis communis Bory de Saint-Vincent, Macrocystis pyrifera var. humboldtii Bonpland, Macrocystis humboldtii (Bonpland) C. Agardh, Macrocystis integrifolia Bory de Saint-Vincent, Macrocystis laevis C. H. Hay., Macrocystis latifolia Bory de Saint-Vincent, Macrocystis pyrifera var. longibullata Reinsch, Macrocystis pyrifera var. luxurians J. D. Hooker & Harvey, Macrocystis luxurians (J. D. Hooker & Harvey) J. Agardh, Macrocystis orbigniana Montagne, Macrocystis pelagica Areschoug, Macrocystis planicaulis C. Agardh und Macrocystis tenuifolia Postels & Ruprecht.

## Nutzung
Der Riesentang wird in vielen Ländern zur Gewinnung von Alginaten genutzt, die unter anderem in der Nahrungsmittelindustrie verwendet werden. Dafür werden die Tangbestände mit Trawlern abgeerntet. Der Ertrag erreichte vor der Küste Kaliforniens jährlich 150.000 t Frischgewicht. Auch als Futter für Seeschnecken-(Abalone)-Kulturen wird der Riesentang genutzt. In Kosmetikprodukten findet es sich in der Liste der Inhaltsstoffe unter der Bezeichnung MACROCYSTIS PYRIFERA (INCI) aufgeführt.